# 瓦尼冰原島峰
75°56′S 162°31′E / 75.933°S 162.517°E
瓦尼冰原島峰（英語：Varney Nunatak），是南極洲的冰原島峰，位於維多利亞地的斯科特海岸，處於哈博德冰川終點南面，美國地質調查局根據測量和該國海軍的空中照片繪入地圖，現時由南極條約體系管理。